# Doris Hindinger

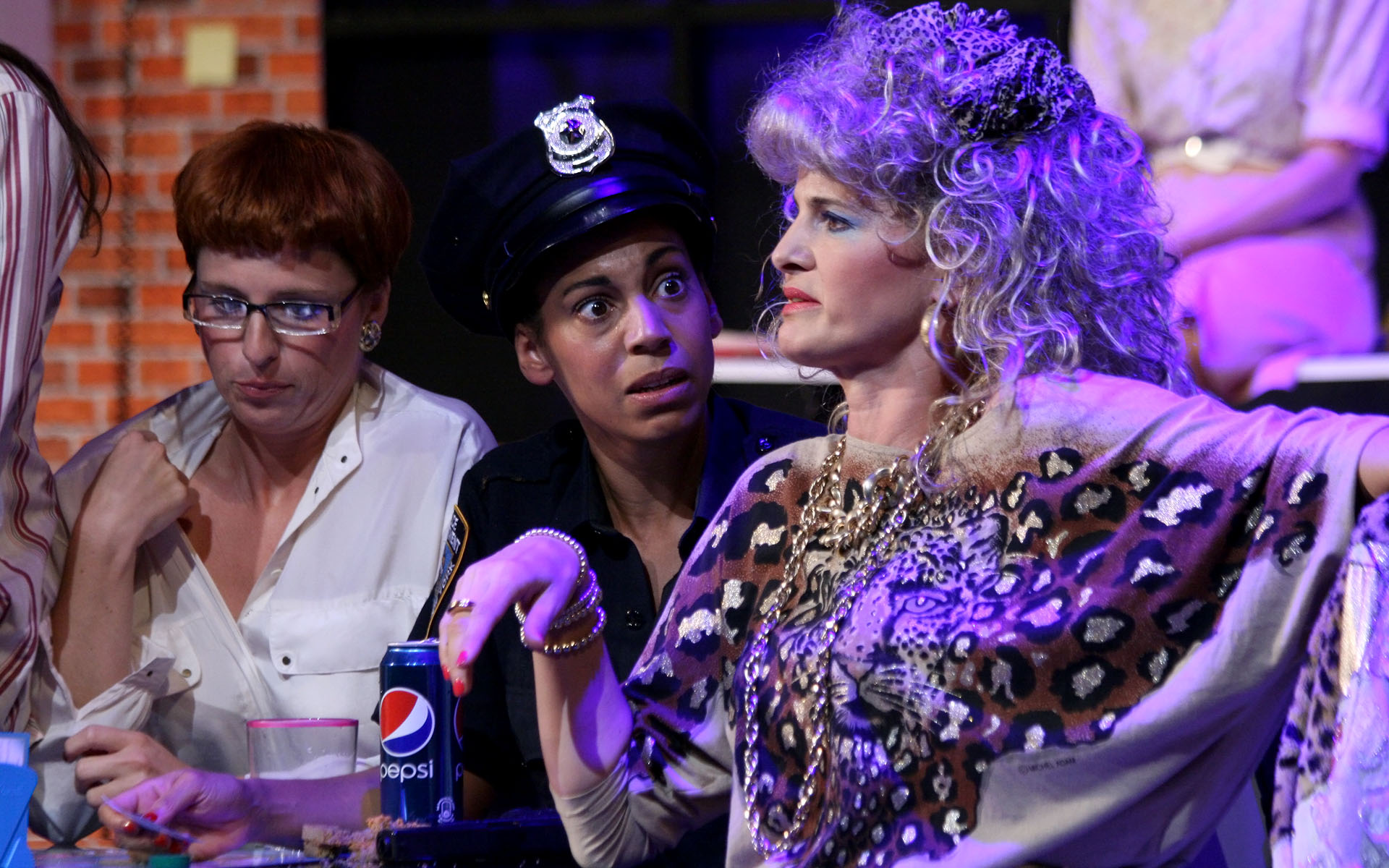
Doris Hindinger (rechts) in Ein ungleiches Paar am Stadttheater Berndorf

Doris Hindinger (* 1972 in Wels) ist eine österreichische Schauspielerin.

## Leben
Doris Hindinger wuchs in Ungenach in Oberösterreich auf. Das Schauspielstudium am Franz Schubert Konservatorium in Wien schloss sie 1998 ab.
Von 1999 bis 2002 war sie am Linzer Theater Phönix engagiert, wo sie unter anderem als Silvie in Bestien im Frühling von Monika Helfer, als Iokaste in Oedipus von Sophokles, als Trixi im Struwwelpeter in der Bühnenfassung von Adelheid Dahimène, als Kathi in Nestroys Der Zerrissene, als Ottilie in Ralph Benatzkys Im weißen Rössl, als Julia in Shakespeares Romeo und Julia und als Mildred in Fahrenheit 451 von Ray Bradbury zu sehen war. Weitere Engagements führten sie unter anderem ans Waldviertler Hoftheater, wo sie die Frieda Schöller in Pension Schöller gab, zu den Sommerfestspielen Feuchtwangen als Ophelia im Hamlet, ans Rabenhof Theater, ans Theater Drachengasse, an das stadtTheater walfischgasse, ans Wiener Metropol und zu den Schlossspielen Kobersdorf.
In der Saison 2005/06 debütierte sie an der Volksoper Wien im Graf von Luxemburg in der Rolle der Yvonne Bachmann, später war sie dort als Stella in Hoffmanns Erzählungen zu sehen. Beim Theatersommer Haag feierte sie im Juli 2019 in Maß für Maß frei nach Shakespeare in der Männerrolle als Wirt Pompejus Premiere. In der achten und neunten Staffel der ORF-Fernsehserie Vier Frauen und ein Todesfall (2019/20) übernahm sie die Rolle der Tankstellenbesitzerin Roswitha Drey, genannt „die Drey von der Tankstelle“. 2020 spielte sie am Waldviertler Hoftheater im Stück Die Niere von Stefan Vögel unter der Regie von Viktoria Schubert.
Hindinger ist mit dem Schauspieler Alexander Jagsch liiert, sie lernten sich 2001 bei Dreharbeiten zum Film Arabesken um Frosch von Paul Harather kennen.

## Filmografie (Auswahl)
- 2001: Arabesken um Frosch (Regie: Paul Harather)
- 2008: Revanche
- 2008–2009: Open House (Fernsehserie)
- 2008: Echte Wiener – Die Sackbauer-Saga
- 2010: Echte Wiener 2 – Die Deppat’n und die Gspritzt’n
- 2010: FC Rückpass – Viertelfinale  (Fernsehserie)
- 2011–2013: Schlawiner  (Fernsehserie)
- 2011: Die ARGE Talkshow (Fernsehserie)
- 2011: Die Lottosieger – Poltern ohne Braut?  (Fernsehserie)
- 2011: Kebab mit Alles (Fernsehfilm)
- 2012: Vatertag (Fernsehfilm)
- 2012: Schnell ermittelt – Schuld (Fernsehserie)
- 2012: SOKO Donau/SOKO Wien – Donauweibchen (Fernsehserie)
- 2014: Bösterreich (Fernsehserie, eine Episode)
- 2013–2018: CopStories (Fernsehserie, drei Episoden)
- 2015: Das Dorf des Schweigens (Fernsehfilm)
- 2016: Karussell
- 2016: SOKO Donau/SOKO Wien – Fehlzündung (Fernsehserie)
- 2017: Für dich dreh ich die Zeit zurück (Fernsehfilm)
- 2017: SOKO Kitzbühel – Auf gute Nachbarschaft (Fernsehserie)
- 2018: Die Muse des Mörders (Fernsehfilm)
- 2019: SOKO Donau/SOKO Wien – Die Entführung des Markus P. (Fernsehserie)
- 2019: Meiberger – Im Kopf des Täters (Fernsehserie, 1 Folge)
- 2019–2020: Vier Frauen und ein Todesfall (Fernsehserie, 6 Folgen)
- 2020: Wischen ist Macht (Fernsehserie, Folgen Bombe und Shit Happens)
- seit 2020: Walking on Sunshine (Fernsehserie)
- 2021: SOKO Kitzbühel – Home Invasion (Fernsehserie)
- 2022: Landkrimi – Zu neuen Ufern (Fernsehreihe)
- 2023: Landkrimi – Steirerangst (Fernsehreihe)
- 2023: Tatort: Bauernsterben (Fernsehreihe)
- 2024: What a Feeling
- 2024: Die Fälle der Gerti B. (Fernsehserie)
- 2024: Die Liesl von der Post – Jugendsünden (Fernsehreihe)
- 2025: SOKO Donau/SOKO Wien (Fernsehserie, Folge: Blunznfett durchs Leben)